# Isabella del Balzo
Isabella del Balzo, född 24 juni 1465 i Minervino, död Ferrara 1533, drottning av Neapel, gift med kung Fredrik IV av Neapel.
Dotter till den napolitanske vasallen Pietro del Balzo, hertig av Andria och prins av Altamura, och Maria Donata Orsini av Venosa. Hon var 1483-1486 förlovad med Neapels tronarvinge prins Franscesco av Neapel, men han avled innan vigseln hann äga rum. 1487 fängslades hennes far för att ha deltagit i en konspiration mot kungen. Isabella förlovades då med Neapels nya tronarvinge, hennes förre trolovades halvbror Fredrik. I äktenskapskontraktet förklarades hon som sina föräldrars arvtagare och därmed tillföll hennes föräldrars territorier Neapels krona. Detta trots att Isabella inte var sina föräldrars äldsta barn och egentligen inte deras arvinge. Vigseln ägde rum 28 november 1487 i Andria. 
Efter bröllopet förklarades Isabella formellt som regerande prinsessan Altamura och hertiginnan av Andria och Venosa efter sina föräldrar, och hon kvarblev därför på slottet Andria i Puglia. Under kriget mot Frankrike 1495 fick hon av maken order att ta kontroll över slottet Bari och reparera dess förstärkningar, vilket hon gjorde. Hon skötte på makens order beskattningen av hans länder och förbindelserna med de ockuperande fransmännen. Hon flydde senare till Brindisi och återförenades med maken i Otranto. Därefter bosatte hon sig i Lecce. Den 12 oktober 1496 meddelades hon att hennes make hade utropats till kung och hon nu var drottning. Hon kvarblev i Lecce tills 11 maj 1497, varefter hon gjorde en triumffärd genom städerna i Neapel. Hon tvingades dock stanna i Arienzo då hon fick reda på ett pågående uppror mot Fredrik. Hon nådde fram till Neapel först i oktober. Först i februari 1498 kunde hon återförenas med Fredrik.     
Vid den franska erövringen av Neapel flydde Isabella och Fredrik med sina barn till Ischia i augusti 1501. De fick 1503 hertigdömet Maine i Frankrike som underhåll, där de bosatte sig. Efter Fredriks död 1504 bosatte hon sig med sina barn i Ferrara, där hon levde som gäst till rika släktingar men i perosnlig fattigdom till sin död. Hon framhölls av Baldassare Castiglione som ett exempel på en kvinna och en drottning som tappert uthärdat slagen av ett grymt öde.